# 라 루
라 루(La Roux)는 잉글랜드의 신스팝 듀오이다.

## 디스코그래피
- La Roux (2009)
- Trouble in Paradise (2014)
- Supervision (2020)